# Stockholm Open 2017
Stockholm Open 2017,  oficiálně od roku 2017 se jménem sponzora Intrum Stockholm Open 2017, byl tenisový turnaj pořádaný jako součást mužského okruhu ATP World Tour, který se hrál na krytých dvorcích s tvrdým povrchem v aréně Kungliga tennishallen. Probíhal mezi 16. až 22. říjnem 2017 ve švédské metropoli Stockholmu jako čtyřicátý devátý ročník turnaje.
Turnaj s celkovým rozpočtem 660 375 eur patřil do kategorie ATP World Tour 250. Nejvýše nasazeným hráčem ve dvouhře se stal osmý tenista světa Grigor Dimitrov z Bulharska. Jako poslední přímý účastník do hlavní singlové soutěže nastoupil španělský 92. hráč žebříčku Nicolás Almagro.
Jubilejní dvacátý singlový titul na okruhu ATP Tour vyhrál Argentinec Juan Martín del Potro, jenž tak obhájil trofej z předchozího ročníku. Premiérovou společnou trofej ze čtyřhry si odvezla rakousko-chorvatská dvojice Oliver Marach a Mate Pavić.

## Rozdělení bodů a finančních odměn

### Rozdělení bodů
| Soutěž  | vítězové | finalisté | semifinalisté | čtvrtfinalisté | 16 v kole | 32 v kole | Q  | Q3 | Q2 | Q1 |
| ------- | -------- | --------- | ------------- | -------------- | --------- | --------- | -- | -- | -- | -- |
| dvouhra | 250      | 150       | 90            | 45             | 20        | 0         | 12 | 6  | 0  | 0  |
| čtyřhra | 250      | 150       | 90            | 45             | 0         | —         | —  | —  | —  | —  |

### Finanční odměny
| Soutěž                              | vítězové | finalisté | semifinalisté | čtvrtfinalisté | 16 v kole | 32 v kole | Q2     | Q1     |
| ----------------------------------- | -------- | --------- | ------------- | -------------- | --------- | --------- | ------ | ------ |
| dvouhra                             | €105 045 | €55 325   | €29 970       | €17 075        | €10 060   | €5 960    | €2 680 | €1 340 |
| čtyřhra                             | €31 910  | €16 780   | €9 090        | €5 200         | €3 050    | —         | —      | —      |
| částka ve čtyřhře je uvedena na pár |          |           |               |                |           |           |        |        |

## Dvouhra

### Nasazení hráčů
| Země                         | Hráč                  | ATP | Nasazení |
| ---------------------------- | --------------------- | --- | -------- |
| Bulharsko                    | Grigor Dimitrov       | 9.  | 1.       |
| Jižní Afrika                 | Kevin Anderson        | 15. | 2.       |
| USA                          | Jack Sock             | 20. | 3.       |
| Argentina                    | Juan Martín del Potro | 23. | 4.       |
| Německo                      | Mischa Zverev         | 27. | 5.       |
| Itálie                       | Fabio Fognini         | 28. | 6.       |
| Japonsko                     | Júiči Sugita          | 36. | 7.       |
| Španělsko                    | Fernando Verdasco     | 43. | 8.       |
| Žebříček ATP k 9. říjnu 2017 |                       |     |          |

### Jiné formy účasti na turnaji
Následující hráči obdrželi divokou kartu do hlavní soutěže:
- Elias Ymer
- Mikael Ymer
- Mischa Zverev

Následující hráči postoupili z kvalifikace:
- Simone Bolelli
- Márton Fucsovics
- Jerzy Janowicz
- Lukáš Lacko

Následující hráč postoupil z kvalifikace jako tzv. šťastný poražení:
- Jürgen Zopp

### Odhlášení
před začátkem turnaje
- Nicolás Almagro → nahradil jej  Jürgen Zopp
- John Millman → nahradil jej  Marius Copil

## Čtyřhra

### Nasazení párů
| Země                                                                     | Hráč           | Země       | Hráč              | ATP | Nasazení |
| ------------------------------------------------------------------------ | -------------- | ---------- | ----------------- | --- | -------- |
| Rakousko                                                                 | Oliver Marach  | Chorvatsko | Mate Pavić        | 37. | 1.       |
| Pákistán                                                                 | Ajsám Kúreší   | Nizozemsko | Jean-Julien Rojer | 41. | 2.       |
| USA                                                                      | Jack Sock      | Srbsko     | Nenad Zimonjić    | 64. | 3.       |
| Rakousko                                                                 | Alexander Peya | Brazílie   | Bruno Soares      | 64. | 4.       |
| Žebříček ATP k 9. říjnu 2017; číslo je součtem postavení obou členů páru |                |            |                   |     |          |

### Jiné formy účasti
Následující páry obdržely divokou kartu do hlavní soutěže:
- Jérémy Chardy /  Robert Lindstedt
- Elias Ymer /  Mikael Ymer

## Přehled finále

### Mužská dvouhra
- Juan Martín del Potro vs.  Grigor Dimitrov, 6–4, 6–2

### Mužská čtyřhra
- Oliver Marach /  Mate Pavić vs.  Ajsám Kúreší /  Jean-Julien Rojer, 3−6, 7−6(8−6), [10−4]